# Gåtan om fåglar i en lastbil
Gåtan om fåglar i en lastbil är en gåta som frågar om en container eller en lastbil som transporterar fåglar ändrar vikt när fåglarna inuti flyger.
TV-serien MythBusters undersökte frågan i ett avsnitt från 2007 och testade den både med en låda med duvor och igen med en modellhelikopter. De drog slutsatsen att innehållet under flygning inte gjorde någon skillnad för vikten, och teoretiserade att luftflödet från vingarna eller rotorerna pressade ner mot lådans botten med samma kraft som den vilande fågeln eller helikoptern.
Ett drönarforskarteam från Stanford University mätte krafterna som var involverade i en fågels svävande rörelse och fann att det skapade "dubbel lyftkraft under nedåtslaget [av vingarna] så att fåglarna inte behövde lyfta sin vikt under uppåtslaget", med en lyftkraft på uppåtslaget som "nästan obefintlig". De drog slutsatsen att en lastbil med ett fåtal fåglar skulle variera i vikt över tid, men en större flock som flaxar slumpmässigt skulle ta ut varandra och lämna lastbilens vikt opåverkad.